# Wielkie Kochlino
Wielkie Kochlino – jezioro w woj. zachodniopomorskim, w powiecie wałeckim, w gminie Człopa, leżące na terenie Pojezierza Wałeckiego. Jezioro jest połączone rowem melioracyjnym z jeziorem Małe Kochlino.

## Dane morfometryczne
Powierzchnia zwierciadła wody według różnych źródeł wynosi od 18,5 ha przez 20,49 ha do 20,7 ha.
Zwierciadło wody położone jest na wysokości 64,0 m n.p.m. lub 64,1 m n.p.m. bądź 64,2 m n.p.m. Średnia głębokość jeziora wynosi 4,0 m, natomiast głębokość maksymalna 7,0 m.

## Hydronimia
Według urzędowego spisu opracowanego przez Komisję Nazw Miejscowości i Obiektów Fizjograficznych (KNMiOF) nazwa tego jeziora to Wielkie Kochlino. W różnych publikacjach i na mapach topograficznych jezioro to występuje pod nazwą Białe lub Kochlin Duży.